# Obléhání Nového Kartága
K obléhání Nového Kartága došlo během druhé punské války v roce 209 př. n. l. Římané, vedení Publiem Corneliem Scipionem, podnikli na město náhlý a nečekaný útok a za jediný den se ho zmocnili. Tím připravili Kartágince o jejich klíčovou základnu a přístav na Iberském poloostrově.

## Předchozí vývoj
Nové Kartágo (dnešní Cartagena), hlavní město kartaginské říše v Ibérii, se na počátku druhé punské války v roce 218 př. n. l. stalo výchozím bodem Hannibalova tažení do Itálie. V témže roce vytáhlo opačným směrem římské vojsko, vedené bratry Publiem Corneliem Scipionem a Gnaeem Corneliem Scipionem. V následujících letech si Scipionové vybudovali pevný opěrný bod na severovýchodě Iberského poloostrova a svojí přítomností překáželi Kartágincům v přísunu posil Hannibalovi. Jeho mladší bratr Hasdrubal Barkas se v roce 215 př. n. l. vydal na sever s úmyslem proniknout do Itálie a připojit se k tamějším punským silám. Scipionové ho však přesvědčivě porazili v bitvě u města Hibera. O tři roky později překročili řeku Hiberus (Ebro) a dosáhli nad Kartáginci několika vítězství v jihovýchodní Ibérii. V roce 211 př. n. l. rozdělili své vojsko, načež je punští velitelé Hasdrubal Barkas, Mago Barkas a Hasdrubal Gisgo rozdrtili ve dvou střetnutích svedených na horním toku řeky Baetis (Guadalquivir). Oba římští vojevůdci přišli v boji o život.
Úplnému zhroucení římské moci v Hispánii zabránil jezdec Lucius Marcius, který shromáždil to, co zbylo z poraženého vojska, a odvedl ho zpět za řeku Hiberus. Díky tomu udrželi Římané svoji výspu na severovýchodě poloostrova až do příchodu Gaia Claudia Nerona s čerstvými posilami. Nero konsolidoval nejisté římské postavení, byť se omezil toliko na obranu stávajícího území. Za jeho nástupce zvolili Římané poněkud překvapivě teprve pětadvacetiletého Publia Cornelia Scipiona, stejnojmenného syna a synovce nedávno padlých velitelů. Aby vyvážili jeho relativní nezkušenost, ustanovili mu jako doprovod někdejšího praetora Marka Junia Silana. Do Ibérie se se Scipionem vydal i jeho blízký přítel Gaius Laelius.
Na podzim 210 př. n. l. se Scipio vylodil v Emporiích (Empúries) s 10 000 pěšáky a 1000 jezdci. Své síly soustředil do města Tarraco (Tarragona), v němž přezimoval. Zimní měsíce strávil plánováním tažení proti nepřátelům a shromažďováním informací o jejich počtu a poloze. Díky tomu zjistil, že tři kartaginské armády operují samostatně v odlehlých částech Ibérie. Hasdrubal Barkas bojoval s Hispány v centrální části poloostrova, Mago se zdržoval poblíž Herkulových sloupů (Gibraltarský průliv) a Hasdrubal Gisgo při ústí řeky Tagus (Tajo) v Lusitánii. Každá z nepřátelských armád se svojí velikostí zhruba rovnala římskému vojsku, čítajícímu asi 31 000 mužů. Scipio si uvědomoval, že pokud by zaútočil na kteroukoli z nich, ostatní by se k ní záhy přidaly, takže by musel čelit několikanásobné přesile nepřátel. Namísto riskantní konfrontace se rozhodl zaútočit na Nové Kartágo, nejvýznamnější z punských měst v Ibérii, disponující znamenitým přístavem. Rozptýlení Punové se nacházeli ve vzdálenosti nejméně deseti denních pochodů od města, díky čemuž se Římanům naskytla ideální příležitost k jeho dobytí. Nezbytnou podmínkou úspěchu byla rychlost, jelikož se dalo očekávat, že Kartáginci přispěchají napadenému městu na pomoc.
Na jaře 209 př. n. l. shromáždil Scipio své muže a lodě u ústí řeky Hiberus (Ebro). U přechodu přes vodní tok zanechal Silana s 3000 pěšáky a 500 jezdci a s většinou vojska vyrazil rychlými pochody na jih. Co je cílem jeho tažení, neprozradil nikomu kromě Laelia, jehož pověřil velením loďstva. Polybios uvádí, že Římané dosáhli Nového Kartága během sedmi dnů. Město se však nalézalo zhruba 500 kilometrů na jih od řeky Hiberus. Současní historikové proto pochybují, že by dokázali urazit tuto vzdálenost za tak krátkou dobu. Navzdory tomu musel jejich náhlý příchod Kartágince ohromit.

## Zahájení útoku

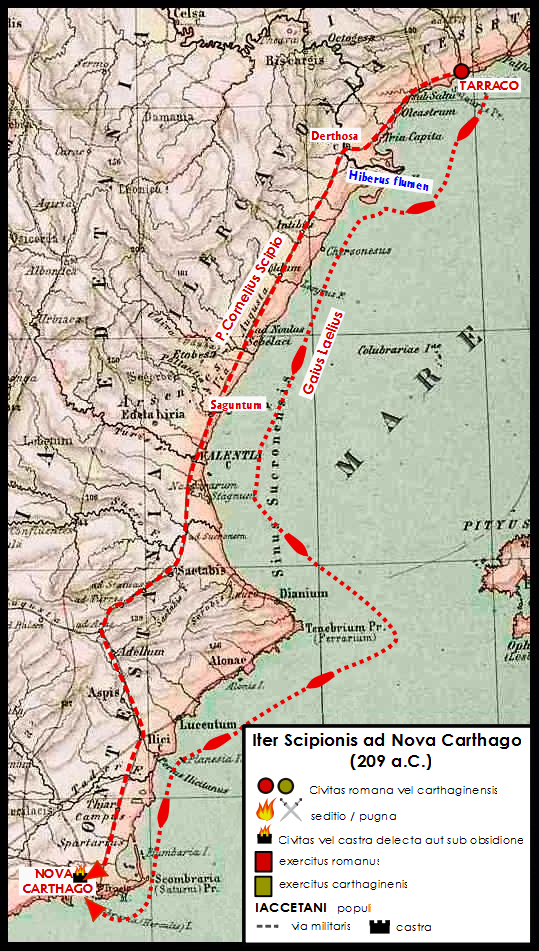
Scipionova výprava z Tarraconu k Novému Kartágu

Nové Kartágo mělo mimořádně výhodnou polohu, neboť se rozprostíralo na mysu spojeném úzkou šíjí s pevninou na východě. Ze všech ostatních stran ho obklopovala vodní plocha: mořský záliv na jihu a slané jezero na severu, propojené s mořem kanálem na západě. Samotné město se rozkládalo v kotlině sevřené pěti pahorky, kolem nichž se táhly skoro čtyři kilometry dlouhé hradby. Velitel posádky jménem Mago disponoval 1000 žoldnéři, které doplnil 2000 odvedenci z řad místních obyvatel. Polovinou žoldnéřů obsadil pevnost a ostatní rozmístil na východním pahorku. Odvedence postavil k hlavní městské bráně, vedoucí k šíji.
Na vyvýšeném místě nedaleko brány dal Scipio rozbít tábor, jehož vnější stranu opevnil příkopem a dvojitou palisádou. Vnitřní stranu obrácenou k městu ponechal zcela bez ochrany. Zatímco legionáři stavěli tábor, připlul do zálivu Laelius s římským loďstvem. Tehdy promluvil Scipio k vojákům, povzbudil jejich odvahu a vyložil jim svůj záměr. Pověděl jim, že mu ho ve snu vnukl samotný Neptun, jenž mu přislíbil pomoc při dobývání města.
Ve tři hodiny ráno druhého dne zahájili Římané na souši i na moři svůj útok. Laeliovy lodě se přiblížily k městu a rozmanitými střelami začaly pálit na pevnost. Na pevnině připravil Scipio 2000 nejzdatnějších mužů a nosiče žebříků. Jakmile dostali signál k útoku, Mago otevřel bránu a vypustil proti nim odvedence s úmyslem odrazit nápor nepřátel. Na šíji se vzápětí rozhořela urputná a zpočátku vyrovnaná bitva. Scipio přikázal svým mužům, aby se drželi poblíž tábora. Obě strany vysílaly do boje čerstvé síly, nahrazující zraněné a vyčerpané vojáky. Posily Kartáginců ale přicházely jedinou bránou a musely přitom uběhnout několik set metrů, kdežto Římané je měli hned po ruce a v hojnějším počtu. Obležení byli tudíž v nevýhodě a po určitém čase nedokázali čelit soustavnému tlaku obléhatelů. Neustávající přísun posil z římského tábora posléze donutil Kartágince obrátit se na útěk. Při zoufalé snaze dostat se bránou zpět do města mnozí z nich padli a ještě více jich zahynulo ušlapáním. Za nastalého zmatku opustili četní obránci svá stanoviště na hradbách a Římanům se téměř podařilo proniknout dovnitř.
Scipio pozoroval vývoj bitvy z nedalekého pahorku a nařídil vojákům, aby neprodleně přinesli k hradbám žebříky a zaútočili na město. Pod ochranou tří štítonošů se poté osobně zapojil do obléhání, udílel rozkazy svým mužům a povzbuzoval je v jejich úsilí. Římanům se ale nedařilo vylézt na hradby, neboť ty se ukázaly být příliš vysoké. Leckteré žebříky nepostačovaly svou délkou, jiné se zase lámaly pod vahou stoupajících těl. Někteří z vojáků trpěli při šplhání závratí a se žebříků spadli. Punové si všimli potíží Římanů, obsadili znovu hradby a zasypávali útočníky střelami a jinými předměty, jimiž je svrhávali na zem. Rostoucí ztráty a únava přiměly římského vojevůdce stáhnout své muže do tábora.

## Přejití jezera a pád města
Mezi Kartáginci zavládlo nadšení, jelikož se domnívali, že nepřátele odrazili a nebezpečí již pominulo. Nicméně jejich úleva neměla dlouhého trvání. Scipio rozkázal, aby se žebříků chopili jiní vojáci a ti udeřili na město s ještě větší silou než prve. Opětovný nápor Římanů podlomil morálku Kartáginců, potýkajících se s vysokými ztrátami a nedostatkem střeliva. Přesto se i nadále houževnatě bránili a nedovolili Římanům vystoupit na hradby.
Zatímco probíhal útok u hlavní brány, chystal se u jezera vybraný oddíl 500 legionářů se žebříky. Vzhledem k pokročilejší denní době nastal odliv, odvádějící vodu z jezera kanálem do moře. Ještě v Tarraconu se Scipio od jakýchsi rybářů dozvěděl, že jezero je velmi mělké a že ho lze téměř všude přejít, zvláště za odlivu. Poručil proto mužům, aby vstoupili do vody a nechali se vést průvodci. Když vojáci bojující u brány spatřili své druhy kráčet po jezeře, vzpomněli si na velitelova slova o Neptunovi a věřili, že se jedná o dílo boží prozřetelnosti. Část z nich utvořila želvu (testudo), prodrala se k bráně a začala ji rozbíjet sekerami. Skupina 500 legionářů mezitím přešla mělčinu a bez větších obtíží vystoupala na nehlídaný severní úsek hradeb. Obránci se totiž soustředili na hájení brány a přiléhajících opevnění a nenapadlo je, že by nepřátelé mohli přijít od jezera.
Ihned poté, co se Římané dostali na hradby, zamířili co nejrychleji k hlavní bráně a napadli obránce zezadu. Kartáginci, sevření ze všech stran, záhy propadli panice. Útočníci rozbili závory a rozrazili bránu, načež vojáci stojící venku začali proudit dovnitř. Mnoho jich proniklo do města také přes hradby. V téže chvíli je překonali i Laeliovi námořníci. Scipio rozkázal vojákům, aby pobíjeli obyvatele, na něž v ulicích narazí. Polybios v souvislosti s tím popisuje nemilosrdné a kruté počínání dobyvatelů. Několik oddílů se mezitím vrhlo na východní pahorek, držený dosud posádkou 500 žoldnéřů, a zahnalo ji na útěk. S asi tisícem mužů zamířil Scipio k pevnosti, v níž se Mago pokoušel klást odpor. Když ale zjistil, že město je zcela v rukou Římanů, vydal pevnost vítěznému vojevůdci. Jakmile se kartaginský velitel vzdal, přestali Římané na dané znamení zabíjet a pustili se do drancování.

## Kořist

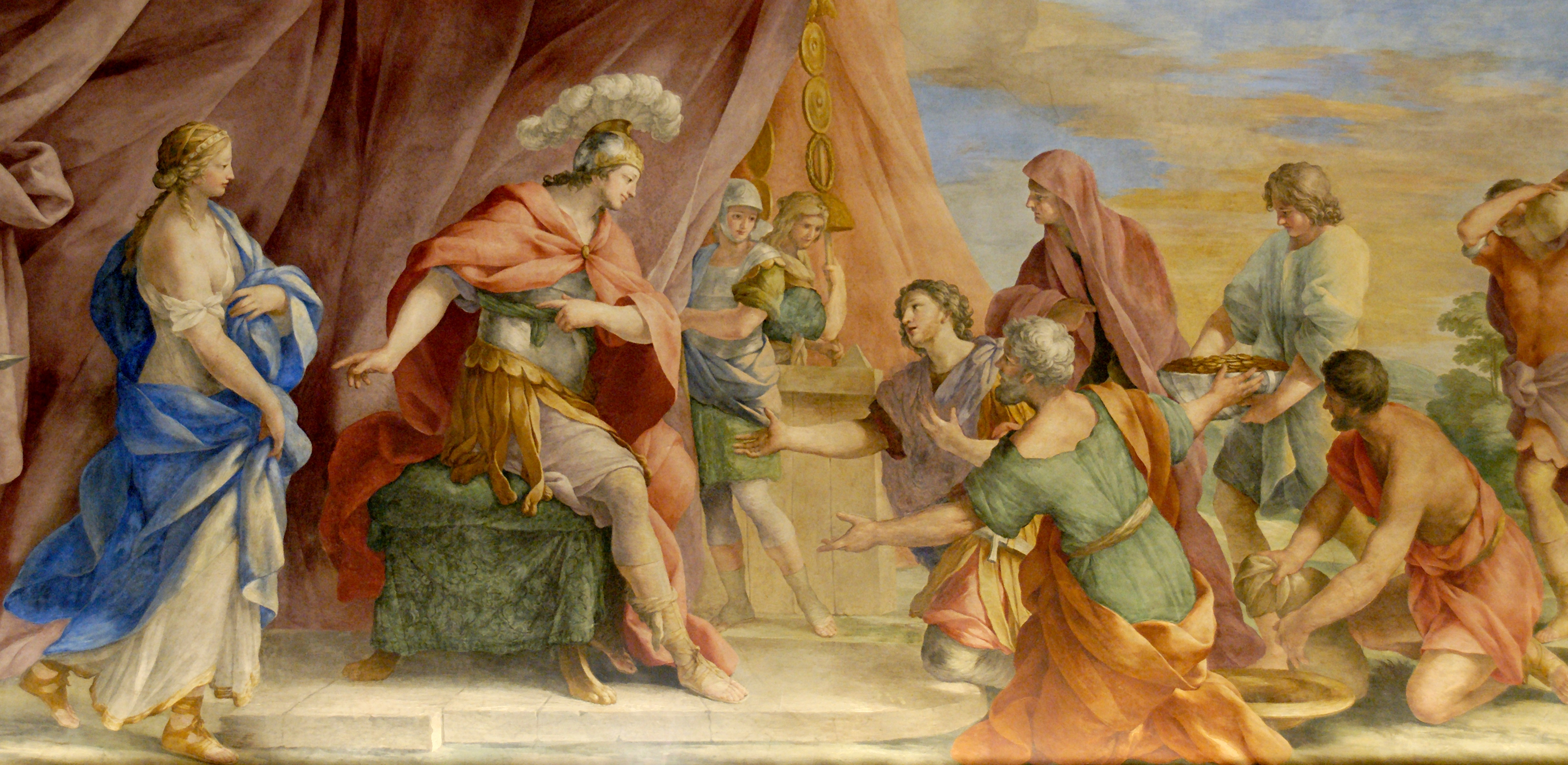
Giovanni Francesco Romanelli, Scipionova zdrženlivost

Římané se v Novém Kartágu zmocnili několika set katapultů, desítek kamenometů, značného množství metacích zbraní, zvaných škorpióni, a osmnácti válečných lodí. V přístavu kotvilo rovněž několik desítek nákladních lodí, z nichž některé byly naložené obilím, zbraněmi, surovinami a jiným materiálem. Nalezli dále zásoby potravin uskladněné zde pro kartaginské armády, čítající 40 000 měřic pšenice a 270 000 měřic ječmene. Ve městě se nacházelo obrovské množství raženého i neraženého zlata a stříbra, díky čemuž získal Scipio do své pokladnice více než 600 talentů.
Do římského zajetí padlo takřka 10 000 obyvatel města a 2000 řemeslníků a otroků. Občany a jejich rodiny propustil Scipio na svobodu. Řemeslníkům přikázal, aby jako otroci římského státu vyráběli zbraně a výstroj pro jeho vojsko, za což jim přislíbil svobodu po skončení války. Ostatní zajatci měli sloužit na ukořistěných lodích jako veslaři. Společně s Magonem se Římanům vzdalo 17 členů kartaginského senátu, které Gaius Laelius dopravil do Říma.
Punové drželi ve městě více než 300 rukojmí ze vznešených hispánských rodin. Scipio je svolal k sobě a vybídl je, aby napsali příbuzným, že je Římané bezpečně dopraví do jejich domovů. Svou velkorysostí si zajistil vděčnost mnoha předních Hispánů. Mezi propuštěnými byly také dcery ilergetského náčelníka Indibilise a žena jeho bratra Mandonia.
Podle Polybia k němu vojáci přivedli mimořádně půvabnou dívku, neboť věděli, že má slabost pro ženy. Scipio ale projevil nezvyklou zdrženlivost a odevzdal ji jejímu otci. V Liviově romantičtějším podání byla dívka snoubenkou jistého hispánského šlechtice. Scipio nechal šlechtice předvolat, ujistil ho, že její čest zůstala nedotčena a propustil ji.

## Důsledky
Nejvýznamnější kořist představovalo samotné Nové Kartágo, klíčová základna Kartáginců v Ibérii se znamenitým přístavem, zajišťujícím přímé spojení se severní Afrikou. Punská moc na Iberském poloostrově utrpěla první vážný úder, protože ovládnutím tohoto města Římané fakticky vypudili své nepřátele z východní části poloostrova a přinutili je přejít do strategické defenzívy. Zároveň upevnili svoji nadvládu na moři. Z tohoto důvodu označují někteří současní historikové dobytí Nového Kartága za jednu z nejoslnivějších vojenských operací druhé punské války.
Po zbytek roku 209 př. n. l. se již nepřihodilo nic pozoruhodného. Scipio setrval v Novém Kartágu a intenzivně se věnoval výcviku vojska a námořnictva. Dílny a loděnice zatím pilně vyráběly zbraně pro Římany. Když obnovil pobořené hradby, zanechal ve městě posádku a odtáhl přezimovat do Tarracony.
Kartaginští velitelé nejprve zprávy o pádu Nového Kartága popírali, později význam události zlehčovali. Přesto si uvědomovali, že se jedná o citelnou ztrátu v jejich válečném úsilí. Neučinili však nic, aby své hlavní město získali zpět nebo alespoň sevřeli blokádou. Nikoli překvapivě začali Hispánové kolísat ve své oddanosti vůči Kartágincům.

### Prameny
- LIVIUS. Dějiny V. Praha: Svoboda, 1975
- POLYBIOS. Dějiny III. Praha: Arista, Baset, Maitrea, TeMi CZ, 2011. ISBN 978-80-86410-62-3